# Suzanne Tenand
Suzanne Tenand, née le 21 août 1909 à Serrières et décédée le 2 août 2005 à Jujurieux dans l'Ain, est une historienne et critique d'art française.
Après la Seconde Guerre mondiale, parallèlement à ses activités de critique d'art, elle s'engage dans l'histoire locale du département de l'Ain, et plus particulièrement du Bugey, sa terre natale.
Elle consacre les quarante dernières années de sa vie à la sauvegarde du château des Allymes (forteresse médiévale du XIVe siècle) d'Ambérieu-en-Bugey.

## Biographie

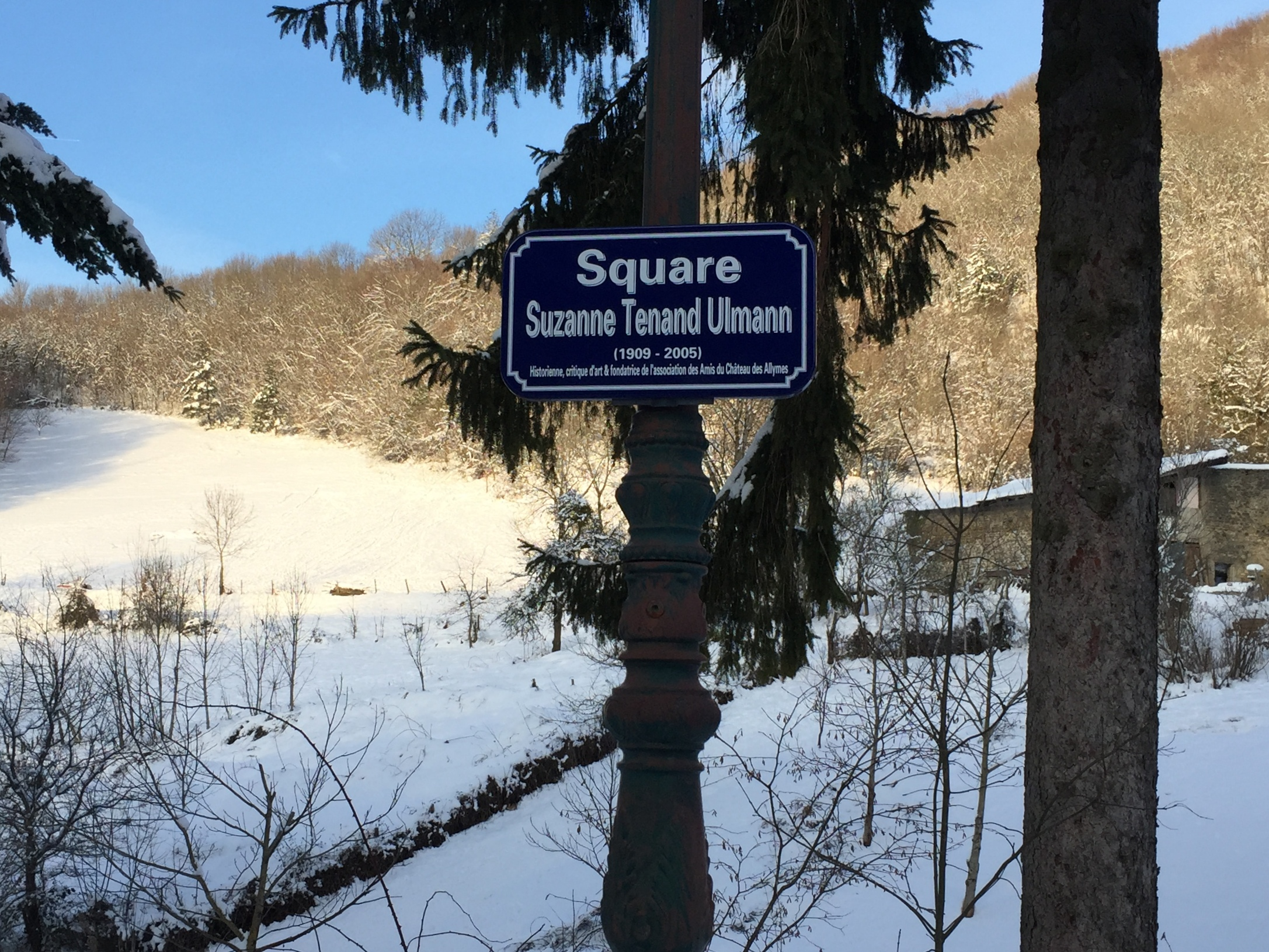
Square Suzanne-Tenand-Ulmann à Brey de Vent (Ambérieu-en-Bugey).

Suzanne Tenand suit les cours de l'École du Louvre et de l’École pratique des hautes études où elle obtient le diplôme d’égyptologie. Elle participe aux mouvements antifascistes des années 1930 et rencontre André Ulmann qu'elle épouse en décembre 1937. Elle quitte Paris en 1940 pour s'installer avec son fils dans la maison des Allymes.
Elle fonde en 1960, avec le Prince Jean-Louis de Faucigny-Lucinge, l'Association « Les Amis de René de Lucinge et du château des Allymes ». Leur but est d'abord de sauvegarder et de conserver le château seigneurial et de diffuser l'œuvre du Prince et de le faire reconnaître à sa juste valeur.
L'année suivante, Suzanne Tenand-Ulmann rassemble une documentation considérable dans une biographie romancée consacrée au seigneur des Allymes, René de Lucinge et le rattachement du Bugey à la France en 1601, qui contribue à faire connaître l’écrivain. Elle va ainsi contribuer à la publication périodique d’articles archéologiques, historiques ou culturels intéressant l’histoire régionale et les travaux consacrés au seigneur des Allymes et à son œuvre.
Après la mort de son mari, elle est nommée chargée de mission par le ministère des Affaires étrangères auprès du centre de documentation et d’études de l’Égypte antique.
Elle a créé, avec Michel Goldschmidt, l'association Les Amis d’André Ulmann : celle-ci a édité le livre préfacé par Maurice Schumann André Ulmann ou le juste combat, qui rend hommage au résistant, déporté à Mauthausen.
Suzanne Tenand-Ulmann a mis sa maison des Allymes à la disposition de son ami l'écrivain Roger Vailland qui y vécut au cours des années 1950 avec sa future épouse Élisabeth. Il devait y écrire l'un de ses plus célèbres romans, Beau Masque, dont l'histoire se situe tout à côté dans la vallée de l'Albarine.

## Publications
- Contes de mon pays, Éditions A l'Enfant-Poète
- Bugey, Éditions Rencontre, collection L'atlas Des Voyages, 1965
- René de Lucinge et le rattachement du Bugey à la France en 1601, Éditions La Nef, 1961
- Portraits de Chopin, texte de Suzanne Tenand, illustrations de Marc Chagall, Éditions A l'Enfant-Poète, 1950, 219 p.
- La modernité de René de Lucinge, colloque international des Allymes, 1994
- Louis Costaz et l'expédition d'Égypte, avec un texte de Suzanne Tenand, catalogue par Paul Cattin et Suzanne Tenand-Ulmann